# Jasmund

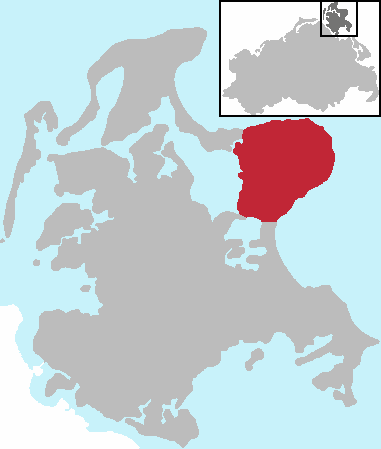

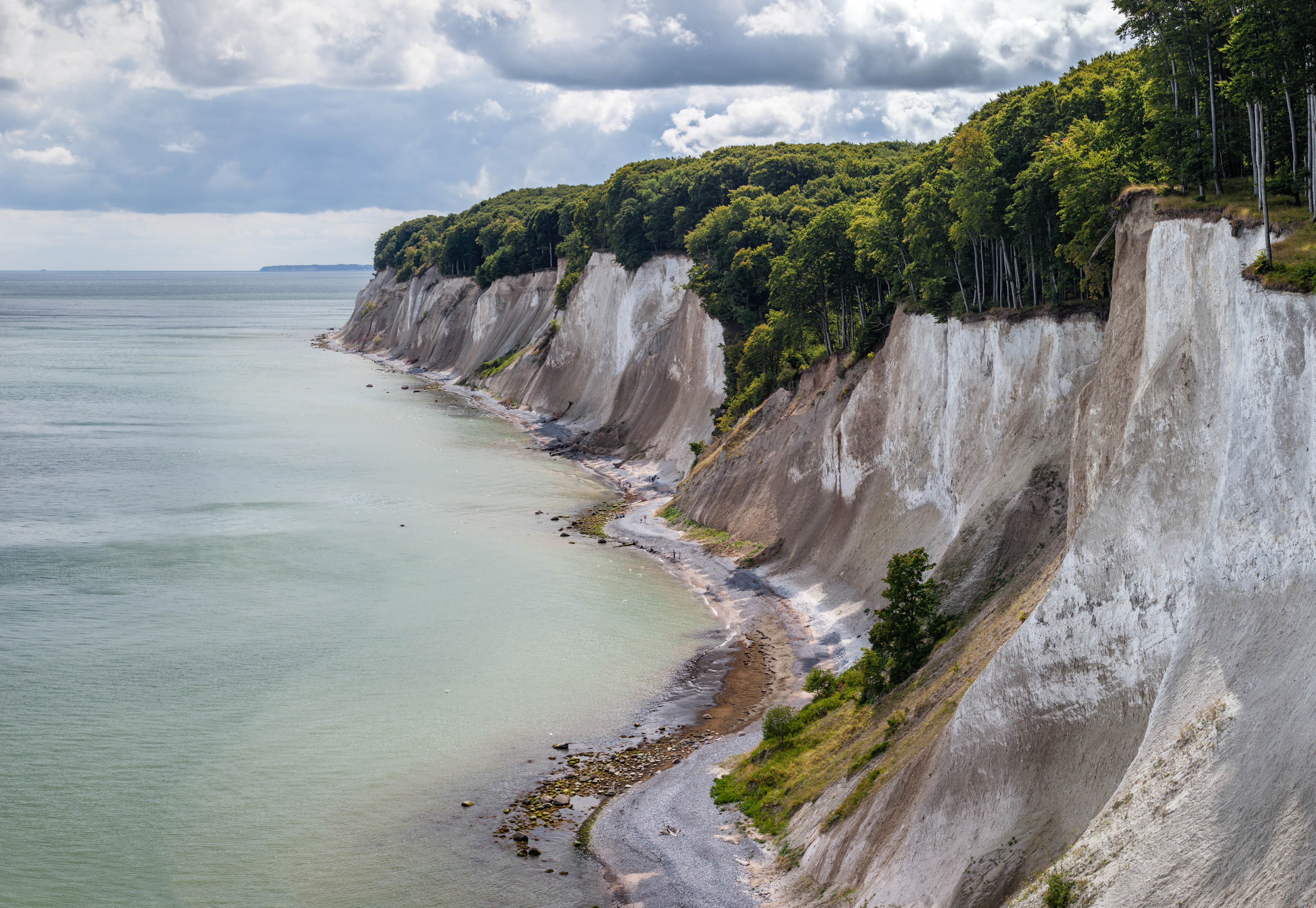
De krijtrotsen van Jasmund

Jasmund is een schiereiland in het noorden van het Duitse Oostzee-eiland Rügen. Het is vooral bekend vanwege zijn krijtrotsformaties, die net als de oude beukenbossen van de Stubnitz deel uitmaken van het nationaal park Jasmund. Dit gebied beslaat sinds 1990 de oostpunt van het schiereiland.  
Jasmund wordt met de rest van Rügen verbonden door de in 1863 aangelegde Lietzower Damm in het zuidwesten en door de schoorwal de Schmale Heide in het zuiden. In het westen vormt de schoorwal de Schaabe de verbinding met een volgend schiereiland: Wittow. De Großer Jasmunder Bodden in het westen en de Kleine Jasmunder Bodden in het zuiden scheiden Jasmund van de rest van Rügen.
Op Jasmund liggen vijf gemeenten: Sassnitz, Lietzow, Sagard, Lohme en Glowe.